# Дудинский, Михаил Фёдорович
Михаил Фёдорович Дудинский (1822—1899) — русский военный  деятель, генерал от инфантерии (1895).

## Биография
В службу вступил в 1841 году после окончания Морского кадетского корпуса. В 1841 году произведён в мичманы, в 1848 году в лейтенанты, в 1849 году переименован в поручики.
С 1854 года участник Обороны Севастополя. В 1854 году произведён в штабс-капитаны, в 1856 году в капитаны. В 1861 году произведён в полковники с назначением командиром 4-го резервного батальона Белёвского 71-го пехотного полка. С 1864 года командир 47-го резервного пехотного батальона. С 1868 года командир Минского 54-го пехотного полка.
В 1873 году произведён в генерал-майоры с назначением командиром 2-й бригады 14-й пехотной дивизии. С 1874 года командир 2-й бригады 1-й пехотной дивизии. С 1877 года участник Русско-турецкой войны, за эту компанию был награждён орденами Святого Владимира 3-й степени с мечами и Святого Станислава 1-й степени с мечами. С 1882 года начальник 19-й пехотной дивизии. В 1883 году произведён в генерал-лейтенанты. С 1887 года начальник Местных войск Кавказского военного округа.
В 1895 году произведён в генералы от инфантерии. 
Был награждён всеми российскими орденами вплоть до ордена Святого Александра Невского пожалованного ему в 1892 году.